# 평택농악
평택농악(平澤農樂)은 지역분류상 웃다리 농악에 속하는 농악으로, 1985년 12월 1일 대한민국의 국가무형문화재 제11-2호로 지정되었다. 경기도 평택지방에서 전승되는 농악으로 지금은 법고 김용래(金龍來)를 중심으로 농악이 행해지고 있다.

## 개요

### 형성과정
다른지역과 마찬가지로 웃다리 지역에도 마을마다 풍물이 성행한다. 하지만 "평택농악"이라는 명칭을 처음 쓴 것은 이승만 대통령 시절이다. 대통령의 생일을 기념해 열리는 농악경연대회에서 평택군의 요청으로 최은창(崔殷昌)은 농악패를 구성하여 "평택농악"이라는 이름으로 대회에 나갔다. 후 1970년대에 새마을 운동이 시작되면서 간간히 <민속극회 남사당>에서 활동한다. 그러던 중 1980년대 전국민속예술경연대회 출연 요청을 받고 다시 평택농악을 구성해 경기도 대표로 대회에 나가게 된다. 이때 평택농악은 대통령상을 받게 되고 이를 계기로 1985년 국가무형문화재로 지정받는다.

## 성격
평택농악은 평택 관내에서 전승되어 오던 마을 두레패적인 성격과 이후 넓은 지역을 유랑하면서 활동하던 전문 연희패 성격을 가지고 있다. 평택농악이 전자의 성격에만 머물렀다면 웃다리 지역을 포괄하는 농악으로서의 대표성을 가지지 못했을 것이고, 후자의 성격만 가지고 있었다면 농악의 뿌리라고 할 수 있는 두레농악의 대동적 신명을 가지지 못했을 것이다. 이렇게 평택농악은 그 형성 과정상 두레패의 전통과 웃다리 지역 전체를 넘나들던 전문 연희패의 전통을 함께 지니고 있는 복합적인 특성을 가지고 있다.
그러나 전체적으로 평택농악은 마을 두레페의 성격보다는 전문 연희패의 성격이 강하다. 이는 현재 평택농악의 기능 보유자인 최은창이 주로 전문 연희패에서 활동했다는 점과 평택농악의 연희방식 그리고 구성원의 주요 인맥에서도 나타난다.

## 형태
평택농악의 형태는 크게 마을 두레패적인 형태와 전문 연희패적인 형태로 나눌 수 있다.

### 마을 두레패
-지신밟기
집집마다 돌면서 가신에게 치성을 드리고 풍물을 치며 고사를 해주고 쌀과 돈을 거두어 들인다. 지신을 눌리고 잡신을 물리쳐 액을 막아주고 복을 빌어 주는 축원농악의 성격이 강하다.
-두레굿
두레노동을 할 때 협동심을 북돋우고 힘든 노동을 보다 쉽게 할 수 있도록 힘을 내게 하는 역할을 한다. 평궁리에서의 두레굿은 모내기에서 시작되어 세벌 김매기가 끝나는 날까지 주로 행해졌다.

### 전문 연희패
- 난장굿

난장이란 정기적으로 열리는 시장외에 임시로 특별히 열리는 장을 말한다. 난장굿은 난장이 열릴 때 보다 많은 상인들과 사람들을 끌어 모아 시장경기가 부양될 수 있도록 하기 위해 전문적인 기예를 가진 풍물단체를 불러다가 장터 한가운데서 굿을 한 것이다.

#### 걸립
형태상 지신밟기와 유사하다. 하지만 걸립은 축원농악의 형태를 빌어 재물을 모으는데 목적이 있는 걸립 농악이다.
- 촌걸립

주로 공공 건축물의 건립 비용 마련을 목적으로 한다.
집돌이를 할 때 수문장굿으로 시작하여 고사까지 여러 가지 굿을 친다.
기예가 뛰어난 많은 수의 단원을 필요로 하고 화려한 판굿을 보여준다.
- 절걸립

절의 신축, 증수, 개축 등 절에서 소요되는 비용 마련을 목적으로 한다.
집돌이를 할 때 고사를 위주로 한다.
고사염불을 잘하는 사람이 중요하고 인원도 몇 명되지 않고 판굿은 보여주지 않는다.

## 보유자
| 성명   | 성별 | 생년월일  | 기.예능 | 주소                          | 지정일자   | 해제일자 | 해제사유 |
| ------ | ---- | --------- | ------- | ----------------------------- | ---------- | -------- | -------- |
| 최은창 | 남   | 1915.6.2  | 상쇠    | 경기 평택군 팽성읍 평궁리 282 | 1985.12.01 |          |          |
| 이돌천 | 남   | 1919.5.26 | 상버꾸  | 충남 천안시 쌍용동 38         | 1985.12.01 |          |          |

## 같이 보기
- 풍물놀이
- 남사당놀이
- 사물놀이

## 참고 문헌
국립문화재연구소, 평택농악, 신부사, 1996.

## 다른 무형 문화재
- 풍물놀이
- 이리농악
- 구례잔수농악
- 강릉농악
- 임실필봉농악
- 진주삼천포농악